# Fort XI Twierdzy Warszawa

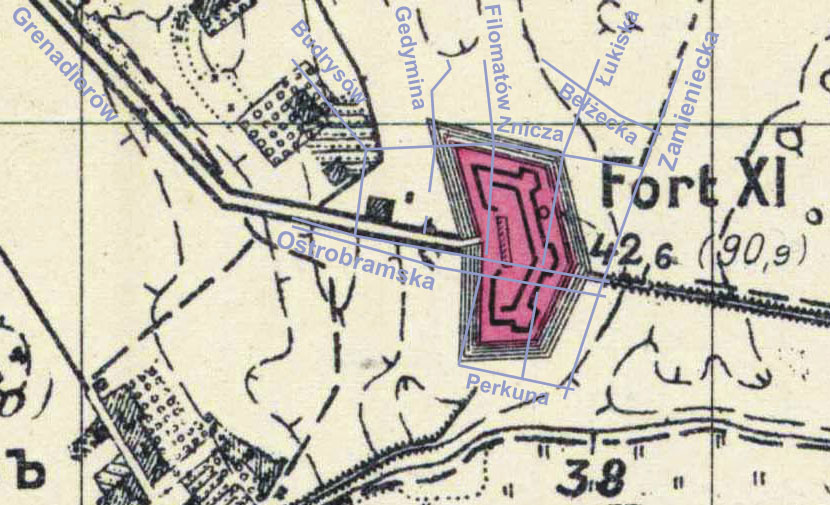
Lokalizacja fortu według niemieckiej mapy terenów zaboru rosyjskiego z okresu I wojny światowej z 1914 roku z dodatkowo naniesioną orientacyjną siatką współczesnych ulic

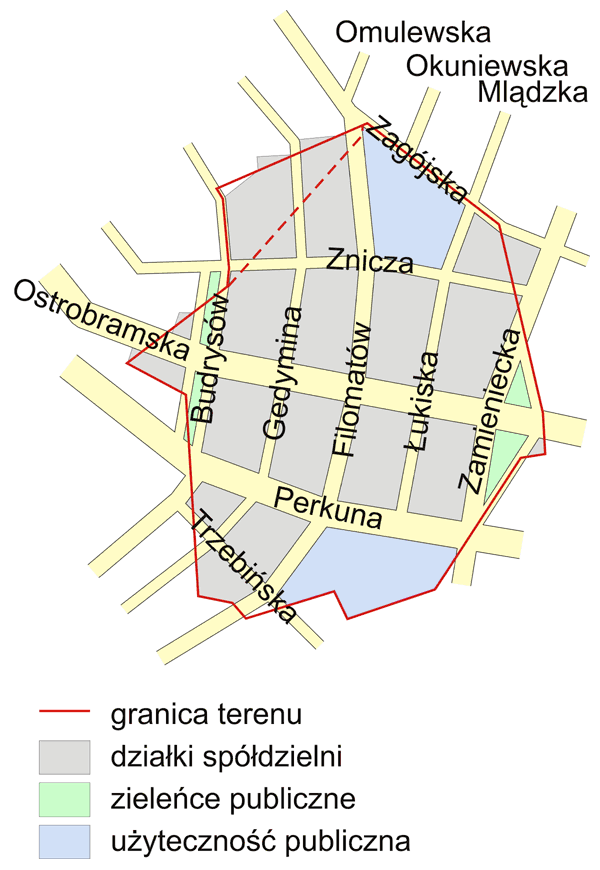
Górki Grochowskie, Oficerska Spółdzielnia Mieszkaniowa „Grochów”, planowana zabudowa terenów pofortowych, ok. 1934 roku

Fort XI („Grochów”, „Grochów Duży”) – jeden z fortów pierścienia zewnętrznego Twierdzy Warszawa, wybudowany w latach 80. XIX wieku, obecnie nieistniejący.

## Opis
Fort znajdował się rejonie przecinania się dzisiejszych ulic Ostrobramskiej z Filomatów i Łukiską. Był to fort ziemno-ceglany o narysie nieregularnego sześciokąta z dwoma czołami. W ramach likwidacji twierdzy będącej wypełnieniem rozkazu carskiego z 31 stycznia 1909 roku umocnienia zostały wysadzone latem 1913 roku, a fosy zasypane. Ostatecznie ślady po forcie zatarto w latach trzydziestych, zaś gruz wykorzystany został do budowy fundamentów kościoła na Placu Szembeka i nasypu al. Waszyngtona.
Pomiędzy Wisłą w pobliżu ulicy Algierskiej a fortem znajdował się wał przeciwpowodziowy wykorzystywany równocześnie jako wał forteczny.
W okresie międzywojennym tereny pofortowe były znane pod nazwą „Górki Grochowskie”, podobnie jak dawna wieś, na terenie której znajdowały się. Na ich części powstało osiedle willowe pracowników państwowych o tej samej nazwie, a w północnej części tego obszaru już po II wojnie światowej utworzono park Znicza, gdzie nazwa się zachowała na pomniku mieszkańców kolonii Górki Grochowskie, którzy zginęli w czasie wojny.